# 近畿大学ビッグブルー
近畿大学ビッグブルー（きんだいビッグブルー, 英語: KINDAI BIGBLUE）は近畿大学体育会に所属するアメリカンフットボールチーム。1966年創設、関西学生アメリカンフットボール連盟所属。

## 創成期
1966年に近畿大学の同好会として発足し、関西学生アメフト連盟に7番目に加盟した。翌1967年に体育会の部活動として承認され、初参加したリーグ戦で全敗となり最下位に終わる。しかし近大は、この1967年以降2009年までリーグ戦で全敗することはなかった。なお翌年の1968年も最下位に終わったが、その後力をつけ始め、1974年以降はリーグ上位に進出するようになった。　　　　　　　　　　　　　　　　　　　　　　　　　
　

## 後一歩で届かない甲子園
1974年以降リーグ上位に位置した近大は、1980年にはリーグ戦では関学に敗れたものの、関学が京大に敗れたため6勝1敗で関学と同率で初優勝した。甲子園ボウル出場をかけたプレーオフでは終了間際の逆転TDが反則で取消となり27-31で敗戦、甲子園ボウル出場を逃す結果となった。
1984年にはリーグ戦で関学に14-7で悲願の初勝利を挙げる。しかし、大阪体育大学に敗戦したことで1980年と同様に6勝1敗で関学と同率優勝となった。甲子園ボウル出場をかけたプレーオフは、オーバータイム（延長戦）にまでもつれ込む大熱戦。2クォーターの延長戦の末2点差で敗戦（近大28-30関学）し、またしても甲子園ボウル出場を逃した。
1989年には、関学に獲得ヤードで上回りながらも20-28で惜敗。最終節の関京戦で京大が勝利すれば関学と同率優勝であったが、結果は3-3の引分け。近大は6勝1敗で2位となり、6勝1分の関学が優勝した。
近大は結果的に3度の甲子園ボウル出場のチャンスをいずれも関学に阻まれることになった。

## 初の2部降格
1991年入替戦で京産大に敗れ創部以来初の2部降格の屈辱を味わう。翌1992年にチームカラーをそれまでのエンジとイエローからノートルダム大学のものと同じ、ネイビーブルーとゴールド、ホワイトに変更し、チーム名もクリムゾンデビルスからデビルスに改めた。また、それまではなかったヘルメットのデキャルにアリゾナ州立大学のマスコット「スパーキー」を模したデビルのキャラクターを配した。このシーズン近大は順調に2部を勝ち上がり、入替戦では京産大に雪辱して、1年で1部（翌1993年からはDivision 1に名称変更）へ再昇格を果たす。
近大が2部に降格したのは、この1992年、および2011年度の2回のみである。2010年当時、関西学生リーグDiv.1に参加しているチームでは、Div.2降格経験のない関学、京大に次いで2部リーグの在籍期間が短い。
2001年には「reborn」のスローガンを掲げ、チームカラーを現行のライトブルー、ホワイトに再度変更し、ユニフォーム、デキャルをテネシー・タイタンズ風のデザインにアレンジして、現在に至る（デビルのキャラクターは引き続き使われている）。

## 関学戦18年振りの勝利
2002年10月26日に阪急西宮スタジアムで第5節近大－関学戦が行われた。関学は2001年までリーグを3連覇中であり、2002年シーズンもここまで全勝でリーグの連勝記録を25までに伸ばしていた。一方の近大は序盤で神戸、甲南に惜敗し2勝2敗であった。
試合は前半近大ペースで進み、17-14と近大リードで前半を終了。後半は点の獲り合いとなり、残り57秒でTDを挙げた近大が23-22と逆転。しかし、関学も残り時間を有効に使ってキッカー中野雄介が32ヤードのフィールドゴールを成功し、25-23とリードする。この時点で残り1秒であった。しかし、フィールドゴール後の関学のスタートで中野が蹴ったキックは、ゴロで転がすはずが上手く転がらずに、近大のDB須田の前に力なく落ちた。これを拾い上げた須田はそのままエンドゾーンに持ち込み逆転のリターンTDを挙げる劇的な幕切れとなった（TD後のトライフォーポイントは近大側がディクラインした。このルールは、今シーズンから4Q終了時にTDを獲得し、成功、不成功に関わらず、勝敗に関係ないトライフォーポイントは今年から行われなくなる）。近大は関学からリーグ戦18年振りの勝利を挙げた一方、関学の連勝は25でストップした。
ちなみに、この試合は、GAORA（CS放送）で生放送、毎日放送（関西ローカル）で同日深夜に録画放送された。
その後、2002年は関学戦後、京大に勝利し4勝3敗で4位、2003年も連続して4勝3敗を挙げ同率ながら3位となった。更なる上位を目指した2004年は苦戦した。初戦同志社に勝利するも、関大、龍谷大、神大と3連敗。京大に勝利も、立命、関学に敗れ、同率6位になり、抽選で入替戦に出場。入替戦で北陸学生リーグ11連覇中（2005年も優勝し、現在、北陸学生リーグ12連覇となっている）金沢大学に27-20で辛くも勝利し、DIV.1残留を決めた。
2005年春には、東大阪（本部）キャンパスに、人工芝を敷設したEキャンパスグラウンドが完成し、練習環境が改善した。秋のリーグ戦では関大に勝利する等3勝4敗で順列6位となり、ウエスタンボウルに初出場した。ウエスタンボウルでは愛媛大学を62-7で一蹴し、初の西日本学生王座に輝いた。

## 2011年：2部への再降格、そして1年で復帰
しかし2010年度は、DIV.1秋リーグにおいて同チームが1967年以来の7戦全敗となった後、龍谷大学との入れ替え戦に敗れたため、翌2011年度は1992年以来、19年ぶりのDIV.2への降格となった。

## 2016年：2部への再降格
2015年度は1勝6敗で7位で同志社大学との入れ替え戦に敗れたため、翌2016年度は2011年以来、5年ぶりのDIV.2への降格となった。

### 2010年秋季リーグ戦成績
- 第1節　近畿大学6-38関西大学　●
- 第2節　近畿大学3-56関西学院大学　●
- 第3節　近畿大学3-50立命館大学　●
- 第4節　近畿大学7-10同志社大学　●
- 第5節　近畿大学18-26京都大学　●
- 第6節　近畿大学14-21甲南大学　●
- 第7節　近畿大学7-21神戸大学　●

最終成績　0勝7敗　8位

### 2010年入れ替え戦
近畿大学　20-23龍谷大学 ●
そして2011年度の秋季リーグは、DIV.2のAブロックにおいて5戦全勝で優勝した。さらにその後の入れ替え戦にて、甲南大学に 17-10 で勝利したことで、翌2012年度からは、1年ぶりのDIV.1への復帰が決まった。その後、2012年度の秋季リーグでは2勝5敗となり、復帰1年目は6位の結果となった。
なお、この間にユニフォーム・デキャルが、ダークブルーを基調とした新デザインに変更された。

### 2011年入れ替え戦
近畿大学　17-10 甲南大学 ○

### 2012年秋季リーグ戦成績
- 第1節　近畿大学6-55関西学院大学　●
- 第2節　近畿大学10-44立命館大学　●
- 第3節　近畿大学3-23関西大学　●
- 第4節　近畿大学17-31京都大学　●
- 第5節　近畿大学7-10神戸大学　●
- 第6節　近畿大学20-16龍谷大学　○
- 第7節　近畿大学48-0同志社大学　○

最終成績　2勝5敗　6位

### 2016年入れ替え戦
近畿大学　14-21 同志社大学 ●

## Xリーグへの選手輩出
同部は社会人アメリカンフットボールのXリーグへも多くの選手を輩出している。その事例として朝日新聞出版発行の週刊朝日ムック「大学ランキング2013年度版」の「スポーツ選手出身大学・アメリカンフットボールXリーグ部門」において同部は、立命館大学・日本大学・法政大学・関西学院大学と言った甲子園ボウルの常連校と並ぶ第4位（関学と同順位）にランクインしている。
　

## 獲得タイトル
- 関西学生リーグDiv.1 優勝2回(1980･1984）
- 西日本学生王座決定戦・ウエスタンボウル　出場1回(2005)／優勝1回

2005年 近畿大学 62- 7 愛媛大学
- 近畿学生選手権大会　優勝1回(1992)

## 定期戦・交流戦

### 定期戦
- 対専修大学(1985年開始) 対戦成績　近大8勝　専修13勝　1引分

### 交流戦
- ヨコハマボウル　出場1回　通算成績1敗

1990年　近畿大学  7-38 専修大学（定期戦）